# ویزی‌ویگ (نوع ویرایش سند)
در علم رایانش، ویزی‌ویگ (به انگلیسی: WYSIWYG) سامانه‌ای است که در آن نرم‌افزار ویرایشگر، امکان ویرایش محتوا را به صورتی می‌دهد که محتوای در حال ویرایش، همانند نمایش آن در هنگام چاپ یا نمایش به عنوان یک «محصول نهایی» است؛ مثلا محصول نهایی می‌تواند یک سند چاپ شده، یک صفحه وب، یا یک ارائه‌ی اسلاید باشد.
WYSIWYG کوته‌نوشت عبارت «What You See Is What You Get» است و به معنی «آنچه می‌نگری همان است که (در نهایت) به دست می‌آوری» می‌باشد. WYSIWYG به صورت ویزی‌ویگ تلفظ می‌شود. 
ویزی‌ویگ به معنی ضمنی یک واسط کاربری است که به کاربر امکان می‌دهد تا در مدت ساخت یک سند، چیزی بسیار شبیه نتیجه نهایی را ببیند.

سمت چپ: یک سند در یک ویرایشگر فرضی ویزی‌ویگ باز شده است. سمت راست: همان سند اما در یک زبان تایپ غیر ویزی‌ویگ، در یک ویرایشگر متنی فرضی باز شده است.